# Borolia melanopasta
Borolia melanopasta là một loài bướm đêm trong họ Noctuidae.